# 里邦·赫南德茲

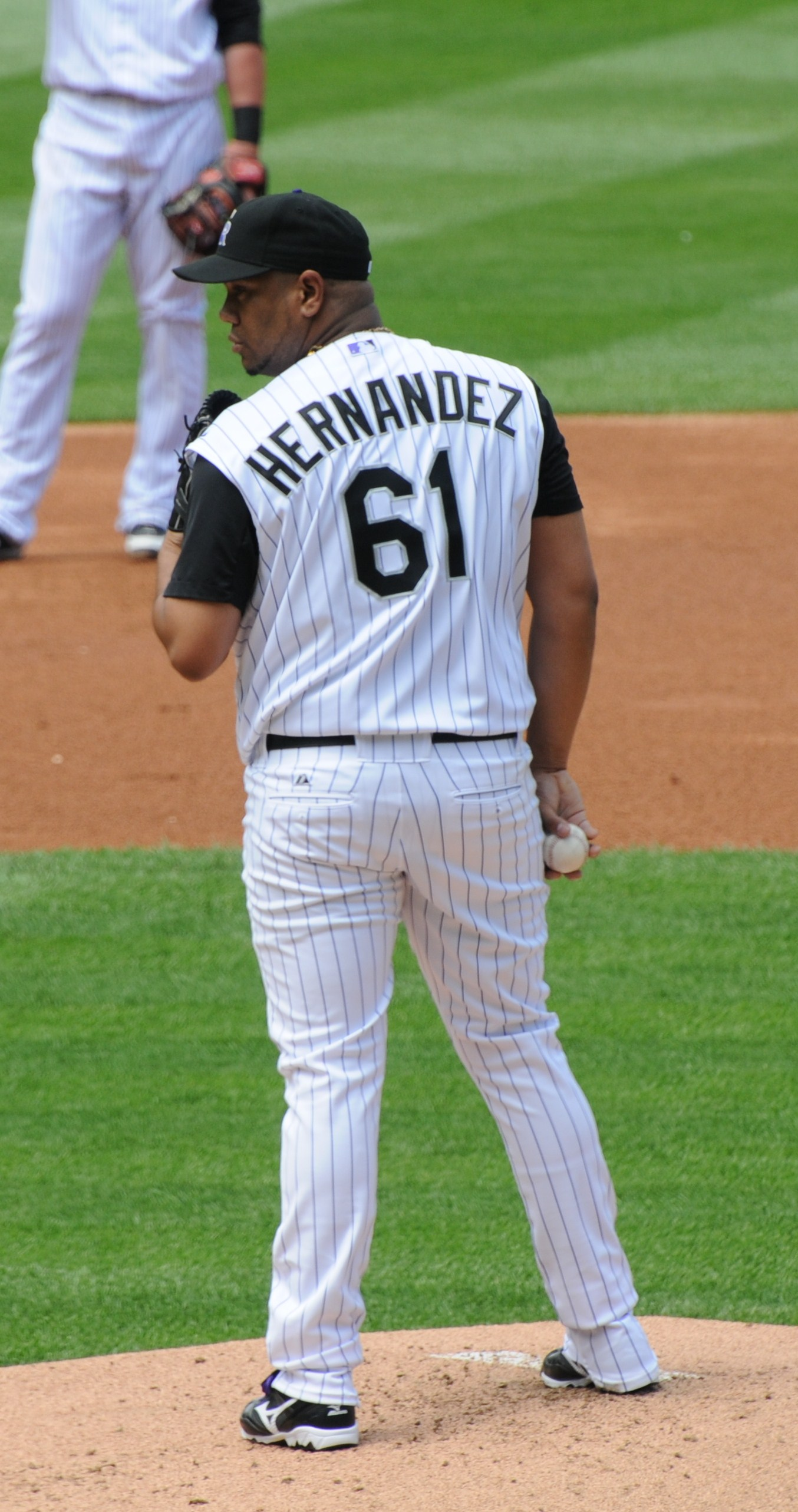
208年的赫南德茲

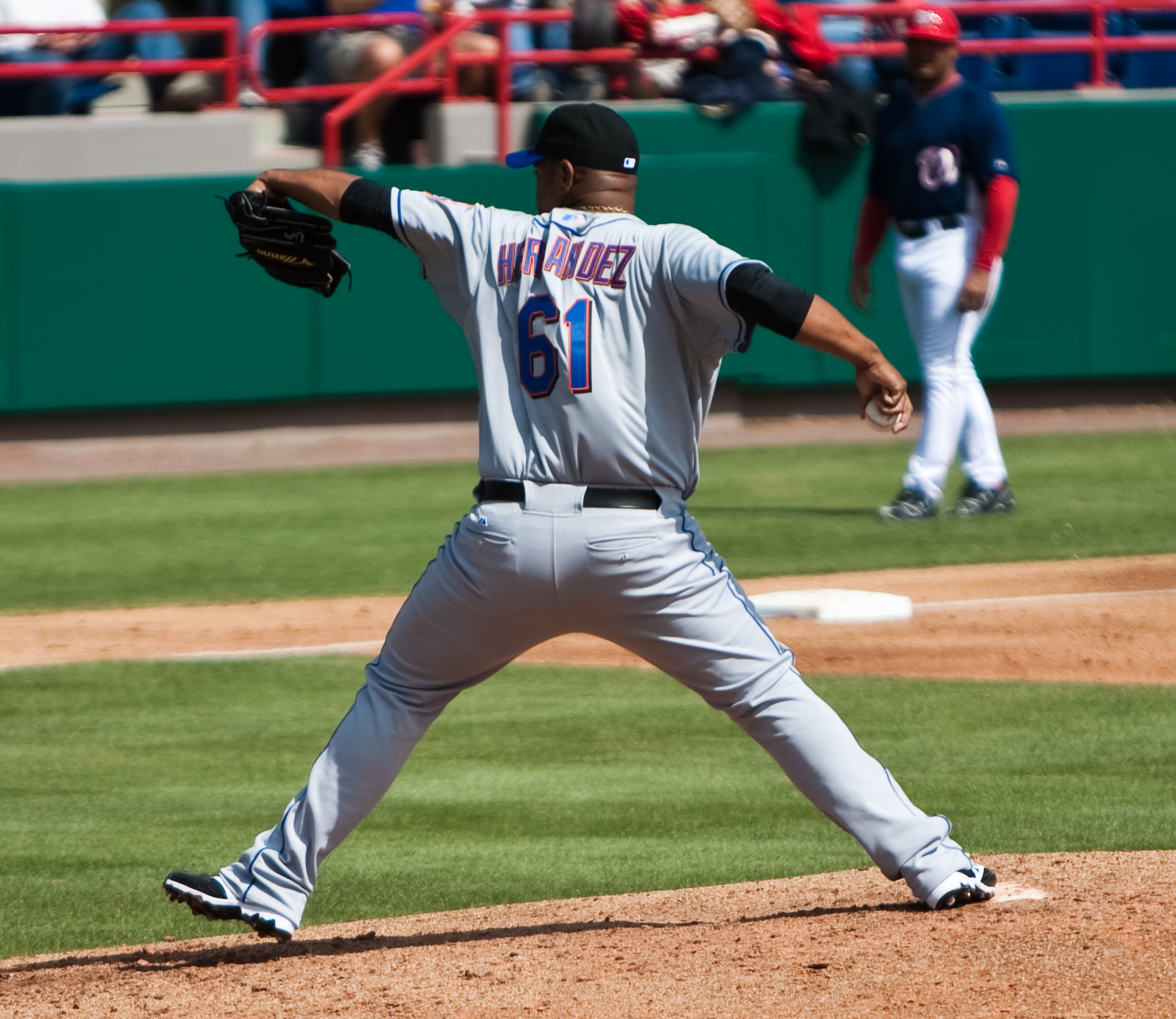
2009年春訓的赫南德茲

埃斯勒·里邦·赫南德茲·卡雷拉（西班牙語：Eisler Liván Hernández Carrera，1975年2月20日—），為前美國職棒大聯盟的古巴籍投手。生涯曾效力過馬林魚、巨人、博覽會/國民、響尾蛇、雙城、洛磯、大都會、勇士與釀酒人等隊。赫南德茲是奧蘭多·赫南德茲同父異母的弟弟。他生涯共入選兩次明星賽，並在1997年世界大賽獲選為世界大賽MVP。
其實赫南德茲的出生日期到現在仍有爭議，一些人認為他的實際年齡應該比他聲稱的年紀更大。

## 職業生涯

### 佛羅里達馬林魚
1996年9月，赫南德茲透過擴編登上大聯盟。
1997年，馬林魚成為大聯盟最先闖進世界大賽的90年代擴編球隊。帶著國聯冠軍戰MVP獎項，赫南德茲又在世界大賽包辦第一場和第五場的勝投，最終幫助馬林魚拿下隊史首冠。而他也獲選為世界大賽MVP，成為史上第1個連奪聯盟冠軍戰與世界大賽MVP的菜鳥。

### 舊金山巨人
1999年7月25日，馬林魚將赫南德茲交易到巨人，換來Nate Bump及Jason Grilli。2000年，他拿下17勝11敗，防禦率3.75。不過他在後面兩年的個人勝率都不到5成。
赫南德茲在巨人投過5次季後賽，其中2002年他拿下1勝2敗，防禦率6.20。

### 博覽會/國民
2003年3月23日，在輸掉世界大賽後，巨人將赫南德茲和Edwards Guzmán交易到博覽會，換來Jim Brower和Matt Blank。
2003年，赫南德茲寫下個人生涯新低的3.20防禦率。其中他在7月更是拿下4勝1敗，防禦率1.80，被打擊率不到2成。因此他獲選為國聯單月最佳投手。7月2日到9月5日之間，赫南德茲連續投出13場優質先發，其中11場更是失分不到2分。
2004年，赫南德茲首度入選明星賽。這年他拿下11勝15敗，防禦率3.60。打擊方面，他的打擊率為2成47，並敲出1轟與10分打點，因此獲選投手銀棒獎。
2005年，博覽會搬遷到華盛頓，改名為華盛頓國民。赫南德茲成為國民隊史首位拿下勝投的投手，這年他再次入選明星賽。球季結束後，他因為出現膝蓋傷勢，連帶影響到他在2006年上半季的表現。他在該年上半季的防禦率高達5.64。不過在下半季最後5場先發，他的防禦率為3.27。

### 亞利桑那響尾蛇
2006年8月7日，國民將赫南德茲交易到響尾蛇，換來Matt Chico和Garrett Mock。2007年，赫南德茲失了34分是大聯盟最多，三振保送比1.14也是大聯盟最差。

### 明尼蘇達雙城
2008年2月12日，赫南德茲與雙城簽下一年合約。這年他在雙城拿下10勝6敗，防禦率5.29。8月1日，球隊為了釋出空間給弗朗西斯科·利瑞安諾，因此將赫南德茲給指定讓渡。

### 科羅拉多洛磯
8月6日，洛磯將赫南德茲從讓渡名單中選走。這年他拿下3勝3敗，送出13次三振。這年他平均每9局會被敲出12.9支安打，為全大聯盟最多。打者對他的擊球率高達91.3%，顯示這年他的球路毫無壓制力。

### 紐約大都會
2009年2月14日，赫南德茲和大都會簽下小聯盟合約。而他最終成為球隊的第五號先發，並在4月11日入選大聯盟名單。這年他和德瑞克·洛夫及Brad Ausmus也成為大聯盟唯三位打了至少12年而從未進入傷兵名單的選手。
5月26日，赫南德茲投出一場9局僅失1分的完投勝。而他也成為大聯盟唯一一位在6支不同球隊都投出至少完投勝的投手。然而他在7、8月份陷入大低潮，他先發的位置也岌岌可危。8月17日，他先發面對巨人，最後大都會1比10落敗後，球隊在8月20日宣布釋出赫南德茲，並讓比利·華格納頂上其空缺。

### 重返華盛頓
2009年8月26日，赫南德茲重返國民隊。2010年2月24日，他和國民簽下小聯盟合約。這年他拿下10勝12敗，防禦率3.66。球季結束後，球隊和他簽下一年合約。2011年，他成為球隊的開幕戰先發。
2011年8月30日，赫南德茲投出他在大聯盟生涯的第10000顆球。是大聯盟自1988年來的第11人。

### 休士頓太空人
2012年1月31日，赫南德茲和釀酒人簽下小聯盟合約，並受邀參加大聯盟春訓。3月30日，太空人將他釋出。

### 亞特蘭大勇士
在被釋出後短短一小時，赫南德茲便迅速和勇士簽下一年合約。2012年5月5日，赫南德茲終於拿下生涯首次救援成功。6月10日，他僅投1.2局便被敲出7支安打(包含2轟)，因此球隊在19日將他釋出。

### 密爾瓦基釀酒人
2012年6月22日，赫南德茲和釀酒人簽下一年合約。球季結束後，他再度成為自由球員。

## 生涯投球成績
| 勝投 | 敗投 | 防禦率 | 出賽場次 | 先發 | 完投 | 完封 | 投球局數 | 安打 | 失分 | 自責分 | 全壘打 | 保送 | 三振 | 暴投 | 觸身球 |
| ---- | ---- | ------ | -------- | ---- | ---- | ---- | -------- | ---- | ---- | ------ | ------ | ---- | ---- | ---- | ------ |
| 178  | 177  | 4.44   | 519      | 474  | 50   | 9    | 3189.0   | 3525 | 1686 | 1572   | 362    | 1066 | 1976 | 41   | 78     |

## 退休
2014年3月13日，赫南德茲宣布正式退休。儘管他在15年職棒期間賺進5300萬美元，但他在退休沉迷賭博，導致他在2017年6月30日宣告破產。

## 外部連結
- 球員資訊和成績在MLB，ESPN，Baseball-Reference，Fangraphs（英文）
- 里邦·赫南德茲在台灣棒球維基館上的頁面（繁體中文）